# Yaizu, Shizuoka
Yaizu (焼津市 Yaizu-shi) là một thành phố thuộc tỉnh Shizuoka, Nhật Bản.